# Ceratitis gravinotata
Ceratitis gravinotata är en tvåvingeart som först beskrevs av Munro 1937.  Ceratitis gravinotata ingår i släktet Ceratitis och familjen borrflugor.
Artens utbredningsområde är Kenya. Inga underarter finns listade i Catalogue of Life.